# Scorpiops zhangshuyuani
Espèce
Synonymes
- Euscorpiops zhangshuyuani Ythier, 2019

Scorpiops zhangshuyuani est une espèce de scorpions de la famille des Scorpiopidae.

## Distribution
Cette espèce est endémique du Yunnan en Chine. Elle se rencontre dans le xian de Yingjiang.

## Description
La femelle holotype mesure 49,1 mm et la femelle paratype 53,1 mm.

## Systématique et taxinomie
Cette espèce a été décrite sous le protonyme Euscorpiops zhangshuyuani par Ythier en 2019. Elle est placée dans le genre Scorpiops par Kovařík, Lowe, Stockmann et Šťáhlavský en 2020.

## Étymologie
Cette espèce est nommée en l'honneur de Shu-yuan Zhang.

## Publication originale
- Ythier, 2019 : « A new species of Euscorpiops Vachon, 1980, from China (Scorpiones, Scorpiopidae). » Bulletin de la Société entomologique de France, vol. 124, no 2, p. 189-196.